# Boyton (Wiltshire)
Pour les articles homonymes, voir Boyton.
Boyton est une paroisse civile et un village du Wiltshire, en Angleterre.